# Lynx de Sardaigne
Lynx lynx sardiniae, Felis lynx sardiniae
Pour les articles homonymes, voir Lynx (homonymie).
Sous-espèce
Synonymes
Felis lynx sardiniae (Mola, 1908)
Le Lynx de Sardaigne (Lynx lynx sardiniae) était considéré comme une sous-espèce du Lynx boréal (Lynx lynx) par le biologiste italien Pasquale Mola en 1908 après analyse de deux spécimens zoologiques d'un félin trouvé à Nuoro en Sardaigne, qui faisaient partie de la collection zoologique de l'Université de Sassari,. Ces spécimens ont été réévalués en 1911 par Alessandro Ghigi qui les a identifiés comme des chats sauvages sardes (Felis lybica). L'évaluation de Ghigi a été corroborée en 1981 par un biologiste italien qui a examiné le spécimen monté encore disponible initialement décrit par Mola.
L'espèce est protégée localement sous le nom de Felis lybica sarda.

## Description
Mola a décrit ces spécimens comme ayant une longueur corporelle de 50 cm, une queue de 25 cm et une hauteur au garrot de 35 cm. Leur fourrure longue et dense était fauve sur le dos et blanchâtre sur le ventre. Il les considérait comme un croisement entre un lynx et un chat domestique,.
Les résultats des recherches zoo-archéologiques indiquent que les chats sauvages sardes descendent des chats domestiques qui ont été introduits au début du premier millénaire pendant l'Empire romain et qui sont probablement originaires du Proche-Orient.